# Андреас Торей
Андреас Торей (нім. Andreas Thorey; 3 листопада 1912, Гітцакер — 18 квітня 1944, Дністер) — німецький офіцер, майор вермахту (1944, посмертно). Кавалер Лицарського хреста Залізного хреста з дубовим листям.

## Біографія
1 квітня 1932 року вступив на службу в 3-й кавалерійський полк. У складі 9-го розвідувального батальйону брав участь у Французькій кампанії, з червня 1941 року — в Німецько-радянській війні у складі групи армій «Південь». З 1942 року — командир ескадрону 94-го розвідувального батальйону 4-ї гірської дивізії. З червня 1943 року — командир свого батальйону. Відзначився у боях на Кубані, на захід від Мелітополя та в районі Херсона. Загинув у бою.

## Нагороди
- Медаль «За вислугу років у Вермахті» 4-го класу (4 роки)
- Залізний хрест
  - 2-го класу (21 червня 1940)
  - 1-го класу (18 липня 1941)
- Нагрудний знак «За участь у загальних штурмових атаках» 1-го ступеня
- Лицарський хрест Залізного хреста з дубовим листям
  - лицарський хрест (6 квітня 1943)
  - дубове листя (№ 349; 7 грудня 1943)
- Нагрудний знак «За поранення» в чорному